# 王烈 (明朝)
王烈（？—1643年），字丕承，西安府涇陽縣人，明朝軍事人物。

## 生平
王烈在崇禎六年（1633年）中武舉人，十年（1637年）成武進士，擔任商雒道中軍守備。十六年（1643年）時李自成入關，他守城抵禦二十一日，因欠缺援兵而失守，大罵敵方被殺，清朝時陝西巡撫賈漢復為他立碑旌獎。